# Cromat de cesiu

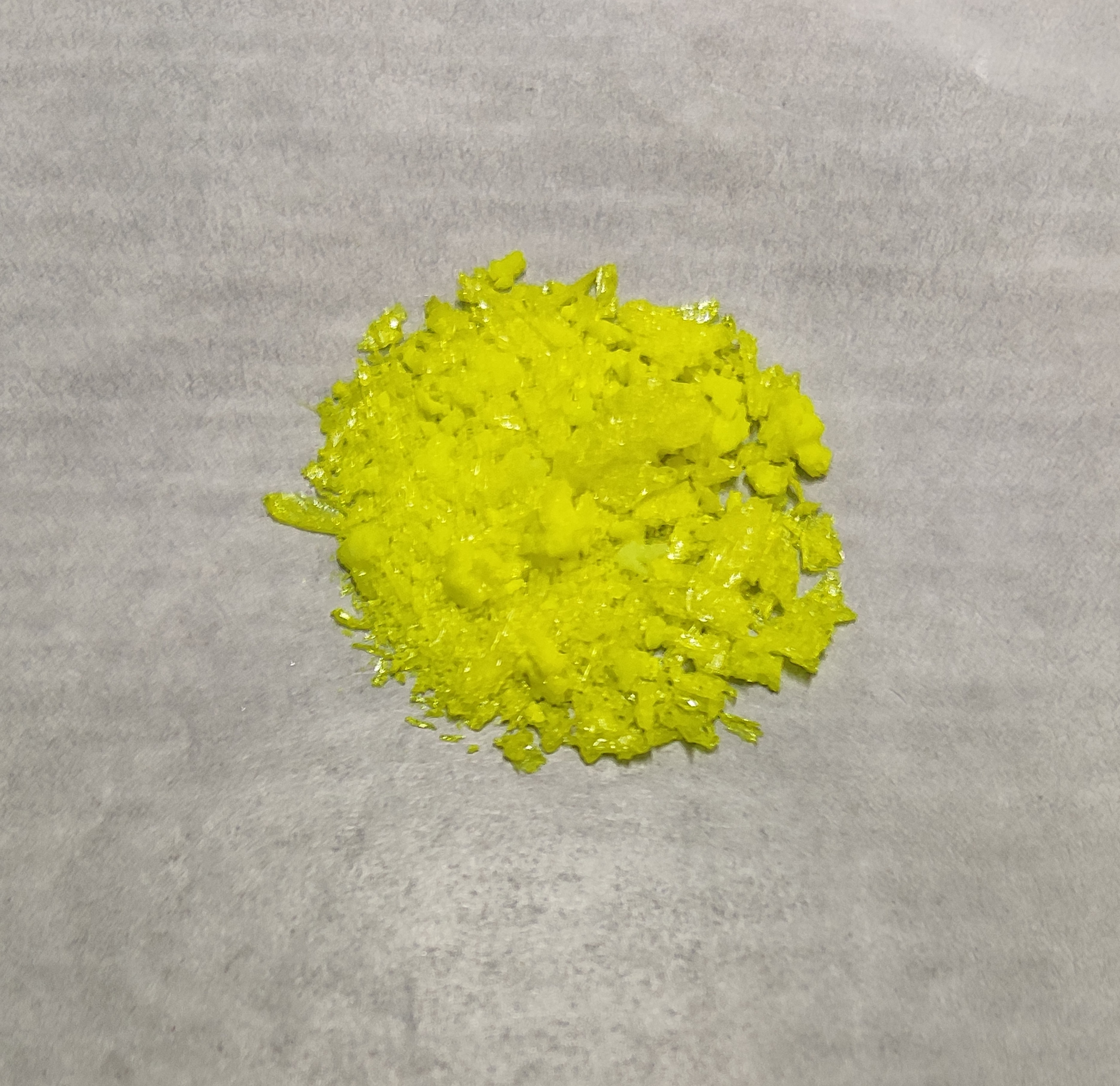

Cromatul de cesiu este o sare a cesiului cu acidul cromic cu formula Cs2CrO4. Este un solid cristalin galben care reprezintă sarea de cesiu a acidului cromic și cristalizează în sistemul ortorombic. 
Principala sa aplicație în trecut a fost pentru producția de vapori de cesiu în timpul fabricării tuburilor vidate. În prezent, este utilizat doar ca precursor pentru alte compuși de interes academic.

## Pregătirea
Cromatul de cesiu se obține în principal prin reacția oxidului de crom (VI) cu carbonatul de cesiu, în care se degajă dioxid de carbon:
CrO3(aq) + Cs2CO3(aq) → Cs2CrO4(aq) + CO2(g)
Alternativ, se poate realiza metateza sării între cromatul de potasiu și clorura de cesiu:
K2CrO4(aq) + 2 CsCl(aq) → Cs2CrO4(aq) + 2 KCl(aq)
În cele din urmă, dicromatul de cesiu (în sine derivat prin metateza sării din dicromatul de amoniu) produce cromatul după alcalinizarea cu hidroxid de cesiu:
Cs2Cr2O7(aq) + 2 CsOH(aq) → 2 Cs2CrO4(aq) + H2O(ℓ)

## Aplicații
Cromatul de cesiu a fost folosit anterior în etapele finale ale producției de tuburi vidate. Acolo, vaporii de cesiu erau produși prin reacția cromatului de cesiu cu siliciul, borul sau titanul ca agenți reducători. Vaporii erau apoi adăugați în tub pentru a reacționa și elimina gazele rămase, inclusiv azotul și oxigenul.
Format:Cromați
1. ↑  „Cromat de cesiu”, Cesium chromate (în engleză), PubChem, accesat în 19 septembrie 2016
2. 1 2  Liebhafsky, H. A.; Winslow, A. F. (1947), „Cesium Chromate Photo‐Tube Pellets”, Journal of Applied Physics, Journal of Applied Physics, Vol. 18, No. 12, 18 (12): 1128, Bibcode:1947JAP....18.1128L, doi:10.1063/1.1697594
3. 1 2  Pejov, Ljupčo; Petruševski, Vladimir M (1 august 2003). „Latent symmetry versus accidental degeneracy effects in the vibrational spectra of dopant chromate anions in M2CrxS1−xO4 solid solutions (M∈{K, Rb, Cs})”. Journal of Physics and Chemistry of Solids (în engleză). 64 (8): 1353–1363. doi:10.1016/S0022-3697(03)00160-4. ISSN 0022-3697.
4. 1 2  Bender, Johannes; Wohlfarth, Andreas; Hoch, Constantin (1 decembrie 2010). „Crystal Structures of New Alkali Metal-rich Oxometallates: Rubidium Aluminate Tetrahydroxide, Rb9(AlO4)(OH)4, Rubidium Orthogallate, Rb5GaO4, Cesiumbis-Chromate(IV) Oxide, Cs10(CrO4)2O, and Cesium Diindate, Cs8In2O7”. Zeitschrift für Naturforschung B (în engleză). 65 (12): 1416–1426. doi:10.1515/znb-2010-1202 . ISSN 1865-7117.
5. ↑  Emsley, John (2001), Nature's Building Blocks: An A-Z Guide to the Elements, Oxford University Press, p. 81, ISBN 0-19-850340-7.